# Mirovinsko osiguranje
Mirovinsko osiguranje je program socijalnog osiguranja. 
Sustav djeluje tako da tijekom svog radnog vijeka članovi sustava i njihovi poslodavci plaćaju doprinose iz plaća i na plaće. Umirovljeni članovi ostvaruju pravo na mirovinu, djelomično utemeljeno na njihovim doprinosima. 
Osiguranje također daje naknade za invalide i za članove obitelji invalidnih i umirovljenih radnika.

## Općenito
Mirovinski sustav u suvremenom društvu ima više funkcija. Najvažnije su:
1. Raspoređivanje dohotka pojedinaca i obitelji tijekom cijelog životnog vijeka
2. Pojedinačna i nacionalna štednja
3. Održavanje socijalne kohezije ublažavanjem siromaštva za vrijeme starosti i radne neaktivnosti

Postoje dvije vrste mirovinskih sustava:
1. Sustav generacijske solidarnosti (Pay-As-You- Go) – Sustav mirovinskog osiguranja u kojem se naknade isplaćaju postojećim umirovljenicima od tekućih doprinosa.
2. Mirovni fondovi s kapitalnim pokrićem (Fully Funded) - Mirovinski sustav u kojem se naknada pojedincima plaća iz pologa koji je formiran tokom njihovog radnog vijeka kao i iz prikupljenih kamata.

## Mirovinski fondovi s kapitalnim pokrićem
Mirovinski fondovi su vrsta ugovorne štedne organizacije. U svijetu doživljavaju brzi napredak i među najznačajnijim su institucionalnim investitorima na financijskim tržištima.
Novčana sredstva pribavljaju uplatama – doprinosima članova za njihova radnog vijeka, obećavajući im redovne mjesečne isplate tako ušteđenih sredstava zajedno s prinosima poslije njihova odlaska u mirovinu. Prikupljena sredstva ulažu najviše u dionice poduzeća, korporacijske obveznice, državne vrijednosnice, rjeđe u osigurane hipotekarne vrijednosnice, a drže i velike oročene depozite kod banaka. Jednako kao izvori (obveze uplata članarina po određenoj dinamici), i priljevi od otplata glavnica kao i ostali prinosi predvidivi su im u budućnosti pa lako održavaju likvidnos i ulažu u dugoročne instrumente tržišta kapitala.
Mirovinski fond financijskom institucijom ne čini samo njegova pasiva tj. mogućnost ulaganja i štednje, već još više njegova aktiva. Veličinom i strukturom ulaganja ovi fondovi postaju pojedinačno, uz banke, najvažnijim financijskim intermedijarima. Strukturom portfelja oni se pojavljuju kao vlasnici i financijeri privrede i kreditori države .
S druge strane, struktuiranje portfelja financijskih ulaganja postaje najvažniji dio njihove poslovne politike. Ulagači – članovi očekuju da im fond do odlaska u mirovinu ne samo očuva realnu vrijednost uloga već i ostvari određeni prinos. Odlazak u mirovinu je financijsko, socijalno pa čak i političko pitanje. Stoga je razumljiv poseban interes države i nadzor koji ona uspostavlja nad mirovinskim fondovima, a posebice nad njihovim ulaganjima.

### Razvoj mirovinskih fondova
Prvi mirovinski fond osnovan je u SAD 1875. na željeznici (American Express Company). Poslije Drugog svjetskog rata naglo se razvijaju u svim razvijenim zemljama, brže privatni od državnih. 
- Mirovinski fondovi u SAD imali su 2003. čak 5.900 milijardi dolara aktive, a od toga privatni 3.658 milijardi.
- U europskim zemljama različito je značenje privatnih mirovinskih fondova. Sveukupno ih je 2000. bilo 6.479 s tim da im se broj po zemljama kreće od 45 u Švedskoj do 3.405 u Švicarskoj.

Naglom širenju mirovinskih fondova pridonosi više činitelja: služe poduzećima za privlačenje obrazovanih radnika, ulozima u mirovinske fondove poduzeća plaćaju radnike izbjegavajući ograničenja visine nadnica, poreze i sl.
Njihovu rastu pomaže i to što član trajno zadržava pravo na ušteđeni (uplaćeni) iznos, neovisno o tome napušta li poduzeće, kao i mogućnost da svoje pravo prenese na drugu osobu.
Posebni razlog njihove ekspanzije je u tome što je radni vijek sve kraći, populacija je sve zdravija i sve duže živi pa se tako povećava dio života koji se provodi u mirovini.
Dio mirovinskih fondova uključuje socijalno osiguranje i osiguranje života za svoje članove.

### Vrste mirovinskih fondova
Mirovinski fondovi mogu biti:
- Privatni - u okviru velikih proizvođačkih korporacija, trgovinskog i uslužnog sektora, sindikalnih udruženja
- Državni ili pod pokroviteljstvom države - obrazovanje, policija, vojska, uprava, sudstvo

Fondovima, u pravilu, upravlja banka, osiguravateljno društvo ili druga financijska institucija kao povjerenik (trustee), stoga ih ne treba doživljavati kao institucije, već kao planove (pension plans) ili modele štednje za starost. Uz to, većina uplata dolazi od poslodavca.

## Sustav generacijske solidarnosti
Uplate zaposlenih koriste se za isplatu trenutnih umirovljenika. Kako im je cilj očuvati realnu vrijednost i ostvariti prihode na prikupljena sredstva članova radi većih isplata po njihovu odlasku u mirovinu, mirovinski su fondovi i neoporezovane institucije. 

## Mirovinsko osiguranje u Hrvatskoj
Glavne vrste mirovina u Hrvatskom sustavu mirovinskog osiguranja:
- Starosna
- Invalidska
- Obiteljska
- Povlaštena

Tijekom devedesetih godina, mirovinski sustav je na različite načine bio posljednje utočište za zbrinjavanje postojećih viškova radne snage. Pogoršanju omjera broja uplatiteja doprinosa i umirovljenika pogodovali su i:
- Nisko utvrđena zakonska dob za odlazak u starosnu i prijevremenu starosnu mirovinu,
- Mogućnost ostvarenja starosne mirovine neovisno o starosti što je dovelo do raširenog prijevremenog umirovljenja
- Široko primjenjivanje definicije invalidnosti,
- Smanjivanje broja osiguranika (zbog zatvaranja poduzeća i ograničenih mogućnosti zapošljavanja).

Također je postojala slaba povezanost doprinosa i mirovine, te su s obzirom na dobnu strukturu žene dobivale više nego muškarci, dok se invalidske i obiteljske mirovine i nadalje određuju na povoljniji način od starosnih mirovina.
U Hrvatskoj postoji 13 skupina korisnika tzv. povlaštenih mirovina: sudionici NOR-a, radnici na određenim poslovima u unutarnjim poslovima i pravosuđu, pripadnici Hrvatske domovinske vojske od 1941. do 1945., bivši politički zatvorenici, pripadnici bivše JNA, članovi nekadašnjeg Izvršnog vijeća Sabora, Saveznog izvršnog vijeća i dr., zastupnici Hrvatskog sabora, savezni kadar, bivši radnici labinskih i raških rudnika i radnici koji su bili izloženi azbestu, pripadnici Hrvatske vojske, Hrvatski branitelji, te pripadnici Hrvatskog vijeća obrane.

### Mirovinska reforma
Reforma mirovinskog osiguranja u Hrvatskoj započela je donošenjem i početkom primjene Zakona o mirovinskom osiguranju kojim je od 1999. na nov način uređeno mirovinsko osiguranje na temelju generacijske solidarnosti.
Svrha hrvatske mirovinske reforme:
1. Usporavanje priljeva novih korisnika mirovine - pooštreni su kriteriji odlaska u mirovinu prije svega postupnim podizanjem dobi umirovljenja za muškarce na 65 godina, za žene na 60 godina
2. Smanjivanje tereta financiranja mirovinskog osiguranja
3. Usklađivanje mirovinskog osiguranja s novim tržišnim uvjetima u gospodarstvu

Za budućnost mirovinskog sustava presudna je Zakon o mirovinskom osiguranju (NN 102/98) kojim je predviđeno uvođenje trodijelnog mirovinskog osiguranja: drugog i trećeg stupa osiguranja, kapitalno financiranje, određeni doprinosi i osobni računi mirovinske štednje.
Osnovani su mirovinski fondovi gdje osiguranici u sklopu druge i treće razine mirovinskog sustava uplaćuju svoje doprinose. Mogu biti obvezni mirovinski fondovi (drugi stup) ili dobrovoljni mirovinski fondovi (treći stup)

## Vanjske poveznice
Hrvatski zavod za mirovinsko osiguranje